# Улановка (Владимирская область)
Улановка  — населенный пункт в Меленковском районе Владимирской области. Входит в состав Тургеневского сельского поселения.

## Климат
Климат умеренно континентальный. Лето теплое. Зима в меру холодная. Ярко выражены весна и осень.

## Природные ресурсы
В окрестностях деревни произрастает широкое разнообразие видов сосудистых растений. Населенный пункт окружен смешанными лесами.

## История
Деревня впервые упоминается в окладных книгах 1676 года в составе Степаньковского прихода, в ней тогда было 12 дворов крестьянских.
В конце XIX — начале XX века деревня входила в состав Ляховской волости Меленковского уезда. В 1926 году в деревне числилось 97 дворов. 
С 1929 года деревня являлась центром Улановского сельсовета Ляховского района, с 1940 года — в составе Тургеневского сельсовета, с 1963 года — в составе Меленковского района, с 2005 года — в составе Тургеневского сельского поселения.

## Население
| 1859 | 1905 | 1926 | 2002 | 2010 | 2021 |
| ---- | ---- | ---- | ---- | ---- | ---- |
| 290  | ↗355 | ↗440 | ↘4   | →4   | ↗6   |